# Boetiekhotel

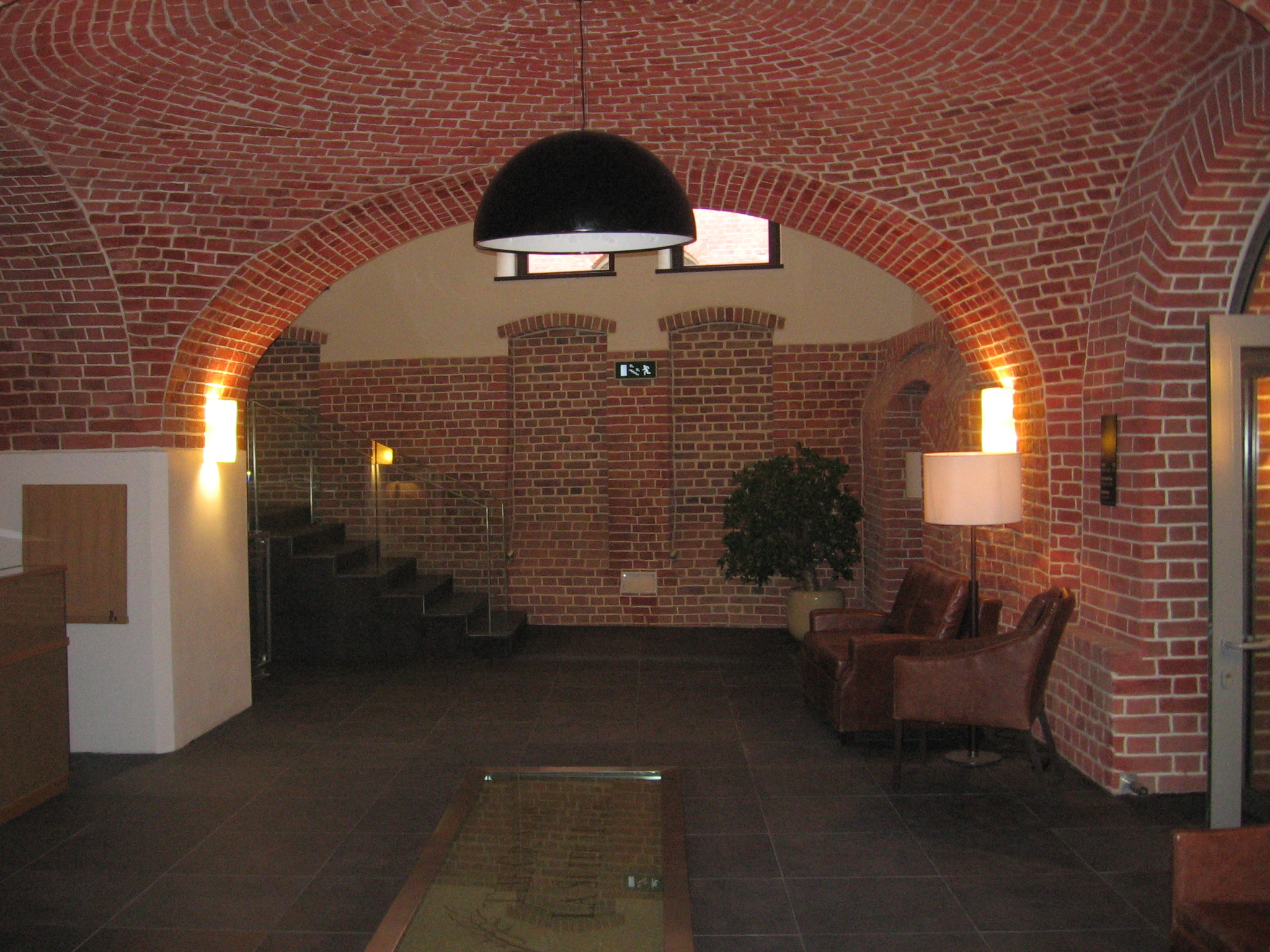
The Granary, een boetiekhotel.

Boetiekhotel is een populaire term voor een hotel dat een luxueuze, eigenzinnige maar ook intieme sfeer heeft en vaak niet behoort tot een hotelketen. Men gebruikt ook de spelwijze 'boutique hotel'. 
Boetiekhotels worden gekenmerkt door een eigen, persoonlijke stijl en accommodatie. Ze ontstonden in de jaren tachtig in steden als Londen, New York en San Francisco. De hotels zijn vaak kleiner dan gemiddelde ketenhotels en hebben drie tot honderd kamers.